# 布爾博奈 (伊利諾伊州)
布爾博奈（英語：Bourbonnais）是一個位於美國伊利諾伊州坎卡基縣的城市。

## 地理
布爾博奈的座標為41°09′54″N 87°42′43″W / 41.16500°N 87.71194°W，而該地的平均海拔高度為201米（即659英尺）。

## 人口
根據2010年美國人口普查的數據，布爾博奈的面積為24.51平方千米，當中陸地面積為24.51平方千米，而水域面積為0.00平方千米。當地共有人口18631人，而人口密度為每平方千米760.14人。